# Mini Anden
 (mars 2014).
Si vous disposez d'ouvrages ou d'articles de référence ou si vous connaissez des sites web de qualité traitant du thème abordé ici, merci de compléter l'article en donnant les références utiles à sa vérifiabilité et en les liant à la section « Notes et références ».
Mini Anden (née Susanna Andén), le 7 juin 1978 à Stockholm est un mannequin suédois, également actrice, et productrice.

## Biographie
Cette section ne s'appuie pas, ou pas assez, sur des sources secondaires ou tertiaires indépendantes du sujet.

Pour l'améliorer, ajoutez-en, ou placez des modèles {{Source secondaire souhaitée}} ou {{Source secondaire nécessaire}} sur les passages mal sourcés. (août 2023)
Elle commence comme mannequin à dix ans et rejoint l'agence Elite Model Management à quinze ans. Elle fait la couverture de plusieurs magazines de mode tels Vogue, Marie Claire, Cosmopolitan et Elle. Elle participe aux campagnes de publicité de Calvin Klein, Donna Karan, BCBGMaxAzria, Louis Vuitton, Hugo Boss ou Gucci. Elle est également photographiée pour le catalogue de Victoria's Secret à plusieurs reprises. Elle prête son visage à la campagne du parfum pour femme edP de Giorgio Armani.
Elle est du jury de l'élection de Miss Univers en 2001. Elle est l'invitée de la section suédoise de l'émission Scandinavia's Next Top Model qui est diffusée le 16 février 2005.
Elle apparait dans plusieurs films et a même produit un court métrage de 16 minutes, Buffoon en 2003.
Elle apparaît dans la série Fashion House de MyNetworks dans laquelle elle joue un mannequin Tania Ford à tendances suicidaires.
Elle épouse le mannequin Taber Schroeder en 2001, et ils habitent à Los Angeles.
Elle est présente dans plusieurs épisodes de Chuck (épisodes 1.04, 3.02, 4.15 et 4.24) où elle interprète Carina; elle apparaît également dans un épisode de Nip Tuck.

## Filmographie
- 2004 : Point & Shoot : Mini
- 2004 : Ocean's Twelve : Supermodel
- 2005 : Au suivant ! : La femme de Riley
- 2005 : Petites confidences (à ma psy) (Prime) : Susie
- 2005 : Monk (Mr.Monk goes to a fashion show) : Natasia
- 2006 : Fashion House : Tania Ford
- 2006 : Ugly Betty : Aerin
- 2006 : NCIS : Enquêtes spéciales (épisode n°57 Roméo & Juliette (Model Behavior) : Hannah Bressling
- 2008 : Tonnerre sous les tropiques : la secrétaire de Grossman
- 2008 : Chuck : Carina Miller, agent spécial de la DEA, (4 épisodes)
- 2008 : La Copine de mon meilleur ami (My Best Friend's Girl) de Howard Deutch : Lizzy[4]
- 2009 : Les Experts : Miami (saison 08 épisode 09)
- 2009 : La Proposition : Simone
- 2010 : Nip/Tuck : Willow Banks (saison 06, épisode 12)
- 2011 : Le Flingueur : Sarah[5]
- 2012 : Bones : Brittany (Saison 06 épisode 19)